# Vallée du Paraíba

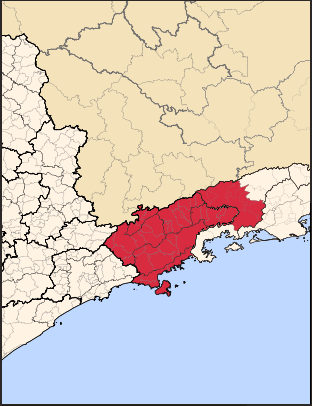
La mésorégion de la vallée du Paraíba Paulista et la microrégion de la Vallée du Paraíba Fluminense.

La Vallée du Paraíba est une région à cheval sur l'Est de l'État de São Paulo et le Sud de l'État de Rio de Janeiro. Elle se situe le long de la route fédérale BR 116 (rodovia Presidente Dutra), précisément entre les villes de São Paulo et Rio de Janeiro, à l'intérieur de la mégapole formée par les deux capitales.
Son nom vient du fait que la région forme le bassin hydrographique du rio Paraíba do Sul qui va se jeter dans l'Océan Atlantique, sur la côte nord de l'État de Rio de Janeiro.
La Vallée possède un parc industriel très développé, particulièrement dans les secteurs de l'automobile, l'aérospatiale, l'aéronautique et de la sidérurgie. L'agriculture et l'élevage ont aussi une place importante dans plusieurs municipalités de cette région qui concentre le plus important PIB du Brésil.

## Histoire
La Vallée du Paraíba fut le cœur de l'expansion caféière du Brésil au XIXe siècle après la très forte spéculation foncière des années 1830, qui entraîne de nombreux défrichages pour la culture du café. Alors que la période 1800-1850 voit l'entrée au Brésil d'un million et demi d'esclaves africains, 400.000 d'entre eux arrivent sur la seule durée des années 1840, essentiellement dans les plantations de la Vallée du Paraíba.

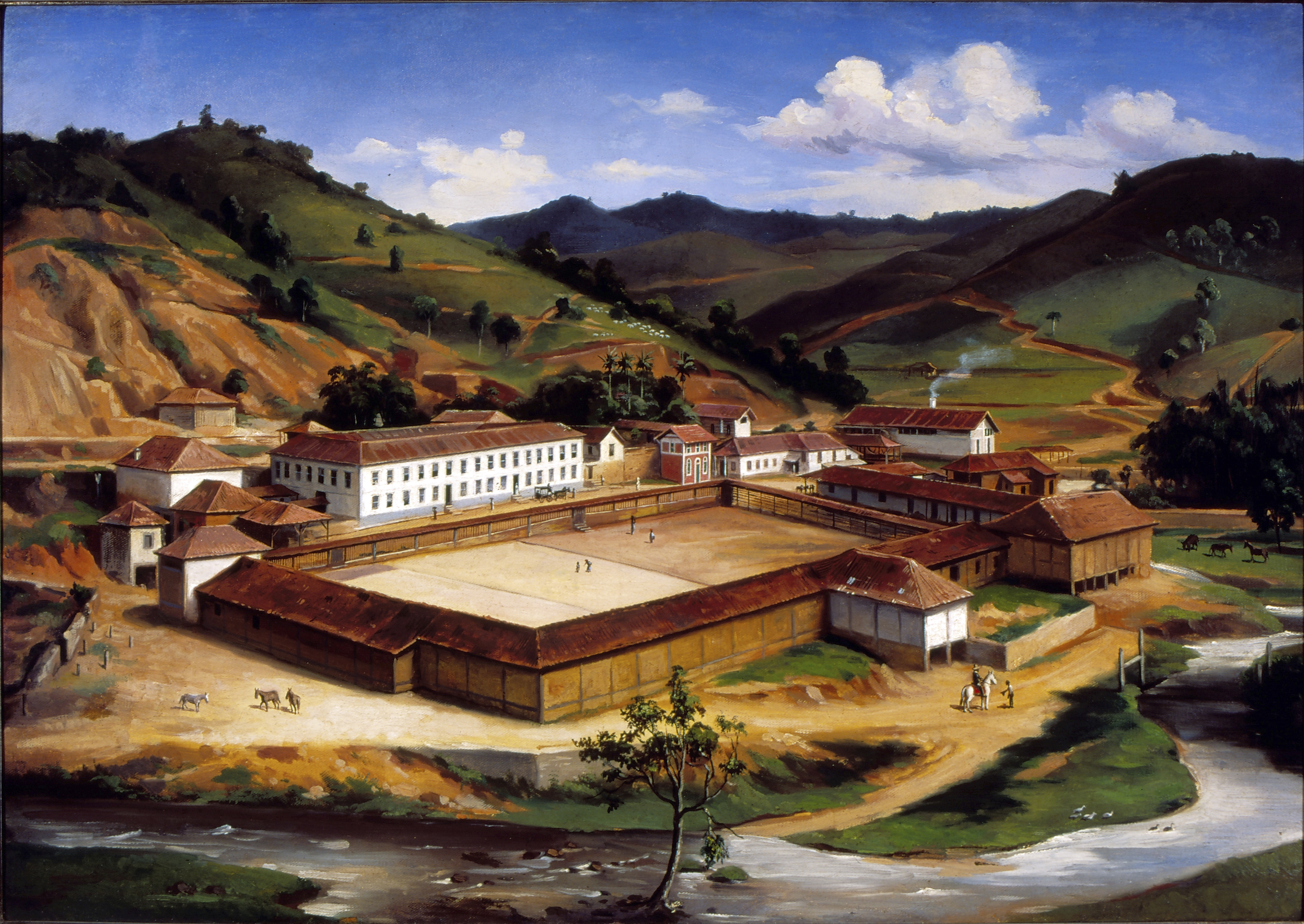
Représentation d'une fazenda de café dans la vallée du Paraíba.

## Municipalités de la Vallée
- État de São Paulo :
  - Aparecida
  - Arapeí
  - Areias
  - Bananal
  - Caçapava
  - Cachoeira Paulista
  - Campos do Jordão
  - Canas
  - Caraguatatuba
  - Cruzeiro
  - Cunha
  - Guaratinguetá
  - Guararema
  - Igaratá
  - Ilhabela
  - Jacareí
  - Jambeiro
  - Lagoinha
  - Lavrinhas
  - Lorena
  - Monteiro Lobato
  - Natividade da Serra
  - Paraibuna
  - Pindamonhangaba
  - Piquete
  - Potim
  - Queluz
  - Redenção da Serra
  - Roseira
  - Salesópolis
  - Santa Branca
  - Santa Isabel
  - Santo Antônio do Pinhal
  - São Bento do Sapucaí
  - São José do Barreiro
  - São José dos Campos
  - São Luís do Paraitinga
  - São Sebastião
  - Silveiras
  - Taubaté
  - Tremembé
  - Ubatuba

- État de Rio de Janeiro:

- - Barra Mansa
  - Barra do Piraí
  - Engenheiro Paulo de Frontin
  - Itatiaia
  - Mendes
  - Miguel Pereira
  - Paty do Alferes
  - Pinheiral
  - Piraí
  - Porto Real
  - Quatis
  - Resende
  - Rio Claro
  - Rio das Flores
  - Valença
  - Vassouras
  - Volta Redonda

La population regroupée de toutes ces communes avoisine 3,3 millions d'habitants (IBGE 2005).